# Veiligheidswet BES
De Veiligheidswet BES heeft betrekking op Bonaire, Sint Eustatius en Saba, die bestuurlijk als openbaar lichaam sinds 10 oktober 2010 een bijzondere gemeente binnen het Koninkrijk der Nederlanden vormen. 
Deze wet is in werking getreden op 10 oktober 2010 en bevat bepalingen over de politie, de brandweerzorg, de rampenbestrijding en de crisisbeheersing in Caribisch Nederland

## Politie en brandweer
Hoofdstuk 2 bevat nadere bepalingen over de politie (het Korps Politie Caribisch Nederland) en de Koninklijke Marechaussee. Het hoofdstuk geeft een verdere invulling aan de kaders die de Rijkswet politie van Curaçao, van Sint Maarten en van Bonaire, Sint Eustatius en Saba schept.
Hoofdstuk 3 stelt het Brandweerkorps Caribisch Nederland in en bevat nadere bepalingen. 

## Brandweerzorg, rampenbestrijding en crisisbeheersing
Hoofdstuk 4 regelt de brandweerzorg, de rampenbestrijding en crisisbeheersing en sluit op veel punten aan bij de Europees-Nederlandse Wet veiligheidsregio's.
Het bestuurscollege is verantwoordelijk voor de brandweerzorg en de organisatie van de rampenbestrijding, de crisisbeheersing en de geneeskundige hulpverlening. De eilandsraad dient een brandbeveiligingsverordening vast te stellen en het bestuurscollege kan een bedrijf of inrichting verplichten om een bedrijfsbrandweer in te stellen.

### Voorbereiding
Voor de voorbereiding van de rampenbestrijding en crisisbeheersing wordt er door het bestuurscollege minimaal eenmaal in de vier jaar een beleidsplan en een rampen- en crisisplan vastgesteld. Het beleidsplan is mede gebaseerd op een door het bestuurscollege vastgestelde risicoprofiel. Voor bepaalde categorieën bedrijven kan de gezaghebber worden verplicht om een rampenbestrijdingsplan vast te stellen. De Rijksvertegenwoordiger dient er op toe te zien dat de door de bestuurscolleges en gezaghebbers vastgestelde plannen actueel zijn en aan de wettelijke eisen voldoen. Als dat niet het geval is, kan hij in het uiterste geval de plannen zelf vaststellen of wijzigen. De Rijksvertegenwoordiger stelt minimaal eenmaal in de vier jaar een coördinatieplan op voor rampen en crises van boveneilandelijke betekenis en voor de afstemming met andere (omliggende) landen voor de bestrijding en beheersing van rampen en crises. De eilandsecretaris vervult de rol van 'eilandelijk rampencoördinator' en is belast met coördinatie van de maatregelen en voorzieningen die het openbaar lichaam treft met het oog op een ramp of crisis en adviseert het bevoegd gezag over risico's van rampen en crises.

### Taken en bevoegdheden tijdens een ramp of crisis
De gezaghebber heeft het opperbevel in het geval van een ramp of in het het geval van ernstige vrees voor het ontstaan daarvan. Hij is ook verantwoordelijk dat o.a. burgers worden geïnformeerd over de oorsprong, omvang en gevolgen van de (dreigende) ramp en hij dient er voor te zorgen dat hulpverleners worden geïnformeerd over de gezondheidsrisico's die zij lopen en de voorzorgsmaatregelen die getroffen zijn of worden.
Als de gezaghebber bijstand nodig heeft voor de bestrijding of beheersing van een brand, ramp of crisis dan wendt hij zich tot de Rijksvertegenwoordiger. Deze kan de andere gezaghebbers, de minister van Binnenlandse Zaken en/of de minister van Defensie (als het gaat om de inzet van het leger) inschakelen voor hulp. De Rijksvertegenwoordiger kan in het geval van een ramp of crisis van boveneilandelijke betekenis of in het het geval van ernstige vrees voor het ontstaan daarvan aanwijzingen geven aan de gezaghebber over het te voeren beleid.

## Samenwerking, financiering en toezicht
In hoofdstuk 5 is bepaald dat de drie bestuurscolleges en de minister van Binnenlandse Zaken in de hoedanigheid van korpsbeheerder van politie en brandweer een convenant sluiten, waarin o.a. de samenwerking op het gebied van informatievoorziening en -uitwisseling, het multidisciplinair oefenen en de operationele prestaties van het brandweerkorps en de politie worden geregeld. Het convenant regelt ook de gemeenschappelijke meldkamer die op Bonaire is gevestigd voor politie, brandweer, ambulance en geneeskundige hulpverlening.
In hoofdstuk 6 wordt de financiering van de Veiligheidswet BES geregeld. De openbare lichamen krijgen een bijzondere uitkering zoals bedoeld in de FinBES. Dit wordt nader uitgewerkt in de AMvB 'Kostenbesluit Veiligheidswet BES'.
In hoofdstuk 7 wordt het toezicht geregeld door de Inspectie Openbare Orde en Veiligheid.
De hoofdstukken 8 en 9 bevatten sanctie-, overgangs-, en invoeringsbepalingen.